# Тиленхида
Тиленхида, или тиленхаты (лат. Tylenchida) — отряд нематод (или подотряд Tylenchina Chitwood, 1950). Более 4000 видов. Встречаются повсеместно. Почвенные сапробионты, иногда в пресных водах; фитогельминты и паразиты насекомых. Околоротовые вторичные губы преобразованы в лабиотуберкулы. Фаринкс состоит из кардиального бульбуса, истмуса и корпуса. Ректальные железы отсутствуют.

## Классификация
365 родов и более 4000 видов. Таксономический ранг и объём дискуссируется. Группа рассматривается или в ранге самостоятельного отряда или в ранге подотряда Tylenchina в составе отряда Rhabditida с включением некоторых других нематод.
- Cephalobomorpha
  - Надсемейство Cephaloboidea
    - Семейства: Alirhabditidae, Bicirronematidae, Cephalobidae, Elaphonematidae, Osstellidae, Metacrobelidae
- Drilonematomorpha
  - Надсемейство Drilonematoidea 
    - Семейства: Creagrocercidae, Drilonematidae, Homungellidae, Mesidionematidae, Scolecophilidae, Ungellidae.
- Panagrolaimomorpha
  - Надсемейство Panagrolaimoidea
    - Семейства: Panagrolaimidae

  - Надсемейство Strongyloidoidea
    - Семейства: Alloionematidae, Rhabdiasidae, Steinernematidae, Strongyloididae
- Tylenchomorpha
  - Надсемейство Aphelenchoidea
    - Семейства: Aphelenchidae, Aphelenchoididae, Paraphelenchidae

  - Надсемейство Criconematoidea
    - Criconematidae, Hemicycliophoridae, Tylenchulidae

  - Надсемейство Myenchoidea
    - Семейства: Myenchidae

  - Надсемейство Sphaerularioidea (Sphaerularina)
    - Allantonematidae, ?Anguinidae , Iotonchiidae, Neotylenchidae, Parasitylenchidae, Sphaerulariidae, Sychnotylenchidae

  - Надсемейство Tylenchoidea
    - Atylenchidae, Belonolaimidae, Dolichodoridae, Ecphyadophoridae, Heteroderidae, Hoplolaimidae, Meloidogynidae, Pratylenchidae, Psilenchidae, Telotylenchidae, Tylenchidae, Tylodoridae